# 星城街道
星城街道是中国北京市房山区下辖的一个街道，因燕山石化1993年在此建立的生活区燕化星城而得名，1996年3月14日始设街道。

## 历史
燕山石化建厂初期存在生产区与生活区混杂交错的情况，尤以东方红炼油厂旁的栗园街道办事处为甚，厂区与生活区并无防护距离，存在消防安全隐患，早在1982年即被北京市消防监督部门督促整改。
1987年10月7日，北京市人民政府办公厅批复同意燕山石化公司在距燕山石化厂区10公里的房山区大紫草坞乡（即今阎村镇）南梨园和开古庄区城建设职工生活区，暂定名为梨园镇，1995年定名为燕化星城:110。1992年，该片区的燕化新建居住区开始征地，1993年10月开工建设，健德一里于1995年4月成为燕化星城建成的首个社区，第一批居民以栗园街道搬迁户为主:437-438。
燕化星城的另外三个小区健德二里、健德三里、健德四里分别于1996年、1997年、1998年建成:437-438。原栗园街道轻油罐区和装油站台周围的所有居民在燕化星城建成后全部迁离原址，栗园街道旧有居民楼随之被拆除。栗园街道已于2002年并入向阳街道。

## 行政区划
星城街道共辖7个社区，分别是：星城第一社区、星城第二社区、星城第三社区、星城第四社区、星城第五社区、星城第六社区、星城第七社区。